# Aleksandr Griszczuk
Aleksandr Igoriewicz Griszczuk, ros. Александр Игоревич Грищук (ur. 31 października 1983 w Moskwie) – rosyjski szachista, arcymistrz od 1999 roku.

## Kariera szachowa

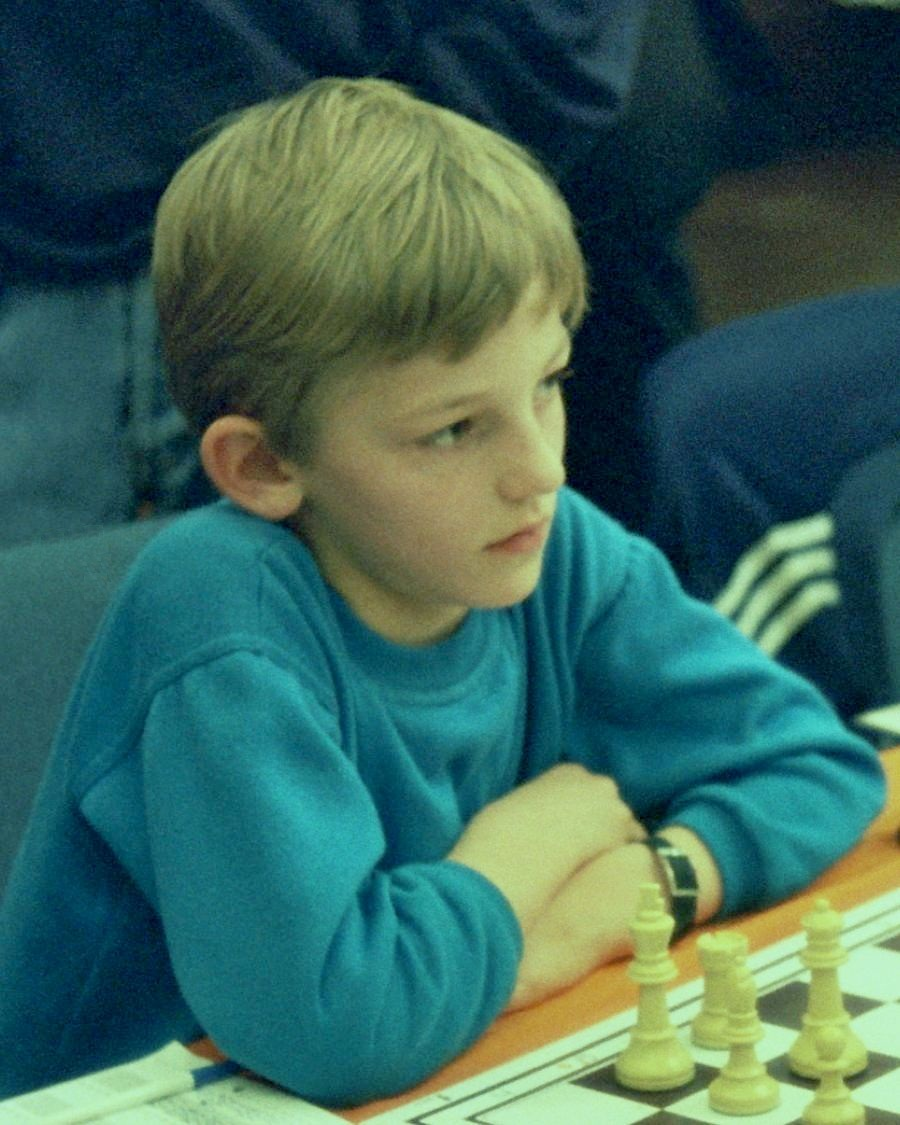
Aleksandr Griszczuk, Duisburg 1992

Pierwszym międzynarodowym sukcesem Griszczuka było wicemistrzostwo świata juniorów do lat 10 w Duisburgu w roku 1992 (zwyciężył wówczas Luke McShane). W roku 1998 wziął udział w szachowych mistrzostwach Rosji w Petersburgu, uzyskując wynik 5 pkt z 11 partii, co zostało uznane za duży sukces. Rok 1999 przyniósł mu pierwsze bardzo dobre rezultaty: wygrał szachowy memoriał Michaiła Czigorina w Sankt Petersburgu, awansował do ćwierćfinału mistrzostw Rosji (rozgrywanych systemem pucharowym) oraz wystąpił w narodowym zespole na drużynowych mistrzostwach Europy w Batumi. W tym samym roku FIDE przyznała mu (w wieku 16 lat) tytuł arcymistrza.
Sukcesy i ważniejsze występy w kolejnych latach:
- 2000 – awans do najlepszej czwórki mistrzostw świata w Nowym Delhi (w półfinale przegrał z Aleksiejem Szyrowem), zwycięstwo w turnieju w Thorshavn (wraz z Rusłanem Ponomariowem)
- 2001 – w turnieju elity (XIX kat. FIDE) w Linares podzielił miejsce II-VI (za Garrim Kasparowem), awans do II rundy mistrzostw świata w Moskwie
- 2002 – zwycięstwo w turnieju Aerofłot Open w Moskwie, II miejsce w Wijk aan Zee (za Jewgienijem Bariejewem), II miejsce w turnieju „Grand Prix FIDE” w szachach szybkich w Dubaju (w finale porażka z Péterem Lékó); po raz pierwszy przekroczył granicę 2700 punktów rankingowych Elo
- 2003 – złoty medal na drużynowych mistrzostwach Europy w Płowdiwie
- 2004 – zwycięstwo w turnieju elity (XVII kat. FIDE) w miejscowości Pojkowskij (wraz z Siergiejem Rublewskim), awans do ćwierćfinału mistrzostw świata w Trypolisie (w dogrywce przegrał z Rustamem Kasimdżanowem), zwycięstwo w turnieju szachów szybkich Ordix Open w Moguncji, srebrny medal w mistrzostwach Rosji w Moskwie (za Garrim Kasparowem)
- 2005 – IV miejsce w Pucharze Świata w Chanty-Mansijsku, III miejsce w turnieju elity (XVIII kat. FIDE) w Pojkowskij, V miejsce w turnieju elity Corus (XIX kat. FIDE) w Wijk aan Zee
- 2006 – IV miejsce w turnieju Melody Amber w Monako, zwycięstwo w mistrzostwach świata w grze błyskawicznej w Riszon le-Cijjon (po pokonaniu w finale Piotra Swidlera)
- 2007 – występ w rozegranych w Eliście meczach pretendentów[4] i awans do turnieju o mistrzostwo świata w Meksyku, w którym zajął VIII miejsce[5]
- 2009 – dz. I m. w Linares (wspólnie z Wasilijem Iwanczukiem), złoty medal indywidualnych mistrzostw Rosji[6]
- 2010 – II m. w Linares (za Weselinem Topałowem)
- 2011 – awans do finału meczów pretendentów w Kazaniu (w którym przegrał z Borysem Gelfandem)[7], II m. w turnieju o Puchar Świata w Chanty-Mansyjsku[8]
- 2012 – zwycięstwo w mistrzostwach świata w szachach błyskawicznych, rozegranych w Astanie[9]
- 2013 – V m. w turnieju pretendentów w Londynie[10]
- 2014 – III m. (za Siergiejem Kariakinem i Magnusem Carlsenem) w turnieju Norway Chess w Tromsø[11], I m. w memoriale Tigrana Petrosjana w Taszirze[12]

Wielokrotny reprezentant Rosji w turniejach drużynowych, między innymi:
- ośmiokrotnie na olimpiadach szachowych (w latach 2000, 2002, 2004, 2006, 2008, 2010, 2012, 2014); sześciokrotny medalista: wspólnie z drużyną: dwukrotnie złoty (2000, 2002) i trzykrotnie srebrny (2004, 2010, 2012) oraz indywidualnie – brązowy (2000 – na VI szachownicy)[13]
- pięciokrotnie na drużynowych mistrzostwach świata (w latach 2001, 2005, 2010, 2011, 2013); ośmiokrotny medalista: wspólnie z drużyną: trzykrotnie złoty (2005, 2010, 2013) i srebrny (2001) oraz indywidualnie – złoty (2005 – na III szachownicy), dwukrotnie srebrny (2001 – na III szachownicy, 2011 – na II szachownicy) i brązowy (2010 – na I szachownicy)[14]
- pięciokrotnie na drużynowych mistrzostwach Europy (w latach 1999, 2003, 2007, 2011, 2013); czterokrotny medalista: wspólnie z drużyną – dwukrotnie złoty (2003, 2007) i brązowy (2013) oraz indywidualnie – złoty (2011 – na II szachownicy)[15]

Aleksandr Griszczuk był ósmym w historii szachistą, który przekroczył granicę 2800 punktów rankingowych. Najwyższy ranking w dotychczasowej karierze osiągnął 1 grudnia 2014, z wynikiem 2810 punktów zajmował wówczas 3. miejsce na światowej liście FIDE (za Magnusem Carlsenem i Fabiano Caruaną), jednocześnie zajmując 1. miejsce wśród rosyjskich szachistów.

## Życie prywatne
Żoną Aleksandra Griszczuka od 2014 jest rosyjska szachistka pochodzenia ukraińskiego, Kataryna Łahno.